# HD 100030
HD 100030，又名BD+48 1952，SAO 43790、HR 4435，是一颗恒星，视星等为6.42，位于銀經154.61，銀緯63.94，其B1900.0坐标为赤經11h 25m 27.1s，赤緯+48° 63.94′ 57″。